# Girus
Girus (łac. Diocesis Girensis) – stolica historycznej diecezji w Cesarstwie rzymskim w prowincji Numidia zlikwidowana w VII w. podczas ekspansji islamskiej, współcześnie w północnej Algierii. Obecnie katolickie biskupstwo tytularne. 

## Biskupi tytularni
| Lp. | Biskup                | Funkcja                                     | Od                   | Do               |
| --- | --------------------- | ------------------------------------------- | -------------------- | ---------------- |
| 1   | Louis-Prosper Durand  | emerytowany biskup Yantai (Chiny)           | 20 stycznia 1950     | 7 sierpnia 1972  |
| 2   | Ireneo Amantillo      | biskup pomocniczy Cagayan de Oro (Filipiny) | 2 stycznia 1976      | 6 września 1978  |
| 3   | Diosdado Talamayan    | biskup pomocniczy Tuguegarao (Filipiny)     | 20 października 1983 | 31 stycznia 1986 |
| 4   | Camilo Diaz Gregorio  | biskup pomocniczy Cebu (Filipiny)           | 12 stycznia 1987     | 20 maja 1989     |
| 5   | Julián García Centeno | wikariusz apostolski Iquitos (Peru)         | 19 czerwca 1989      |                  |